# Цусімська протока
Цусі́мська протока (対馬海峡 (яп. Tsushima Kaikyō), 対馬海峡東水道 (яп. Tsushima Kaikyō higashi-suidō)) — південно-східний прохід Корейської протоки між островом Цусіма і островом Ікі; що з'єднує Японське море, Жовте море та Східнокитайське море.
Протока є проходом на схід і південний схід від острова Цусіма, з японськими островами Хонсю на схід і північний схід, а також островами Кюсю і Гото на півдні і південному сході.
На південь, Внутрішнє Японське море змішує свої води через вузьку протоку Канмон між Хонсю і Кюсю з водами Цусімської протоки, створюючи один з найжвавіших морських шляхів у світі.
Протока була місцем вирішальної морської битви в російсько-японській війні — Цусімської битви між японським і російським флотами 1905 року; в якій російський флот був практично знищений.

## Географія
Цусімська протока має середню ширину 100 км і близько 65 км — у найвужчому місці та глибину близько 140 м
.
Через протоку прямує тепла гілка течії Куросіо.
Починаючись уздовж Японських островів, ця течія проходить через Японське море, а потім розгалужується, одна гілка прямує в Тихий океан через протоку Цугару на південь від Хоккайдо.
Інша гілка прямує далеко на північ і розгалужується вздовж обох берегів острова Сахалін;
зрештою потрапляє в Охотське море через протоку Лаперуза на північ від Хоккайдо і через Татарську протоку в Охотське море на північ від острова Сахалін.
Течія Куросіо приносить багаті рибні ресурси зі Східнокитайського моря в Японське море: Seriola quinqueradiata, Trachurus japonicus, але в наші дні також приносить екологічні проблеми: масове скупчення гігантських Nemopilema nomurai та відходів з країн, що знаходяться на березі що омиває течія.
Комерційне поромне сполучення здійснюється між Сімоносекі на заході острова Хонсю і Пусаном, Південна Корея.
Також курсує паром між Сімоносекі та островом Цусіма.

## Історичне значення
Найдавніше заселення Японії людьми, найбільш схожими на сучасних японців, відбулося у прибережній північній частині Кюсю, поруч із Цусімською протокою, підтверджується легендарними, історичними та археологічними свідченнями.
Історично Корейсько/Цусімська протоки були морським шляхом високого ризику для торгівлі між країнами Корейського півострова і Японії.
Протоки також служили шляхом міграції або вторгнення в обох напрямках.
Наприклад, археологи вважають, що перші мезолітичні міграції (період Дзьомон) відбулись на Хонсю приблизно в 10 столітті до Р. Х.,
витіснивши людей палеоліту, що прийшли з Азії в Японію по суші понад 100 000 років тому, коли рівень моря був нижчим під час останнього льодовикового періоду.
Буддизм, разом з китайською писемністю, потрапив з Корейського півострова через Цусімську протоку до Японії в 5 столітті.
Вояки під час Монгольського вторгнення до Японії перетнули протоки і спустошили острови Цусіма перед тим, як камікадзе — у перекладі як «божественний вітер» — тайфун, врятував Японію від монгольського флоту вторгнення на чолі з Хубілай-ханом в 1281 році.
В 16 столітті, Тойотомі Хідейосі перетнув ці протоки за для завоювання Китаю через Корейський півострів.
Вирішальна морська битва в російсько-японській війні — Цусімська битва — відбулася в протоці між японським і російським флотами в 1905 році; Російський флот був практично знищений японськими військово-морськими силами що втратили лише три японські торпедні катери.

Територіальні води Японії простягаються в протоку до трьох морських миль (5,6км) замість звичайних дванадцяти, щоб дозволити військовим кораблям і підводним човнам ВМС США з ядерною зброєю пройти через протоку, не порушуючи заборони Японії щодо ядерної зброї на її території.